# Wahlen zum Dáil Éireann 1992
- DL: 4
- GP: 1
- LAB: 33
- FF: 68
- PD: 10
- FG: 45
- Unabh.: 5

Die Wahlen zum Dáil Éireann 1992 fanden am 25. November 1992 statt. Bestimmt wurden die Mitglieder des 27. Dáil.

## Ergebnisse 1992
Die 166 Parlamentarier versammelten sich erstmals am 4. Januar 1993 und die Amtszeit dauerte 1654 Tage.
Die Wahl wurde aufgrund des Scheiterns der Fianna-Fáil-Progressive-Democrats-Koalition notwendig. Beschuldigungen der Unehrlichkeit während des sog. „Beef Tribunal“ (Rindfleisch-Tribunal, ein Tribunal, das 1991 geschaffen wurde, um Ungereimtheiten im Exporthandel für Rindfleisch aufzuklären, und inwieweit auch Politiker involviert waren) führten zu dem Bruch von Desmond O’Malley und seiner Partei mit Albert Reynolds’ Fianna Fáil.
Sowohl für Reynolds als auch für John Bruton von Fine Gael war es die erste Wahl als Parteivorsitzender; für Reynolds sollte es auch die einzige bleiben, da die Wahl sehr schlecht für Fianna Fáil verlief und die Partei 20 % verlor.
Viele politische Experten hatten vor der Wahl vorausgesagt, das Fianna Fáil nicht wiedergewählt würde, und das stattdessen eine Regenbogen-Koalition aus Fine Gael, Labour Party und eventuell Democratic Left (eine Abspaltung der Workers’ Party) gebildet wird, doch Bruton von Fine Gael hatte eigene Probleme. Wahlumfragen zeigten, dass bei einer Regenbogen-Koalition Dick Spring von der Labour Party ein beliebterer Taoiseach wäre als er. Auch die Möglichkeit eines wechselnden Taoiseach wurde in den Medien besprochen.
So war der große Gewinner der Wahl die Labour Party, die sich komplett von Fianna Fáil distanziert und einen eigenen Wahlkampf geführt hatte. Spring machte vor der Wahl nur wenige Aussagen über mögliche Koalitionen; er machte aber klar, falls die Labour Party Teil der Regierung würde, müsse er zumindest zeitweise Taoiseach werden.
Nach Auszählung der Stimmen war klar, dass Fianna Fáil das schlechteste Wahlergebnis seit 1927 erreicht hatte. Doch auch Fine Gael verlor Stimmen. Im Gegensatz dazu erreichte die Labour Party ihr bestes Ergebnis in ihrer Geschichte. Da eine Regenbogenkoalition mathematisch nicht möglich war, musste Spring mit Fianna Fáil in Verhandlungen treten, was in den Reihen der Labour-Unterstützer auf wenig Gegenliebe stieß, da Spring seinen Wahlkampf heftig gegen Fianna Fáil und Reynolds geführt hatte. Aufgrund der Koalition wurde Reynolds mit über 100 Stimmen zum Taoiseach gewählt – die größte Stimmenzahl in der irischen Geschichte.
Nach diversen Skandalen 1994 verließ Labour die Regierungskoalition und bildete nach diversen Verhandlungen schließlich am 15. Dezember 1994 mit Fine Gael und Democratic Left die Regenbogenkoalition, die aufgrund verschiedener Nachwahlen nun möglich war. Dies war das erste Mal in der Geschichte Irlands, dass eine Partei eine laufende Regierung verließ und mit Oppositionsparteien – ohne Neuwahl – eine neue Regierung bildete.
| Partei                      | Anführer           | Sitzverteilung | Sitzverteilung | Sitzverteilung | Nachwahlen (4) | Nachwahlen (4) | Nachwahlen (4) | Nachwahlen (4) |
| --------------------------- | ------------------ | -------------- | -------------- | -------------- | -------------- | -------------- | -------------- | -------------- |
| Partei                      | Anführer           | Anzahl         | ±              | %-Verteilung   | Verloren       | Gewonnen       | Behalten       | ±              |
| Fianna Fáil                 | Albert Reynolds    | 68             | −9             | 40,96 %        | 1              | 1              | 2              |                |
| Fine Gael                   | John Bruton        | 45             | −10            | 27,11 %        |                | 2              |                | +2             |
| Labour Party                | Dick Spring        | 33             | +18            | 19,89 %        | 1              |                |                | −1             |
| Progressive Democrats       | Desmond O’Malley   | 10             | +4             | 6,02 %         | 1              |                |                | −1             |
| Democratic Left             | Proinsias De Rossa | 4              | −3             | 2,41 %         |                |                |                |                |
| Green Party/Comhaontas Glas |                    | 1              |                | 0,60 %         |                |                |                |                |
| Unabhängige                 | Unabhängige        | 5              |                | 3,01 %         |                |                | 1              |                |
|                             |                    | 166            | ±0             |                |                |                |                |                |